# 盧伊斯敦 (密蘇里州)
盧伊斯敦（英語：Luystown）是位於美國密蘇里州歐塞奇縣的非建制地區。

## 歷史
盧伊斯敦的郵局於1881年設立，其後於1921年停運。

## 地理
盧伊斯敦所處的海拔為高於海平面187米（即614英呎），而該地所採用的時區為UTC-6，即北美中部時區（CST）。同時該地設有夏令時間，為UTC-6調快一小時，即UTC-5（CDT）。